# Cedusa albolineata
Cedusa albolineata är en insektsart som beskrevs av Ronald Gordon Fennah 1952. Cedusa albolineata ingår i släktet Cedusa och familjen Derbidae. Inga underarter finns listade i Catalogue of Life.